# Artiush Gomtsian
Artiush Gomtsian (en georgiano: არტიუშ გომციანი; Ajalkalaki, 7 de septiembre de 1998) es un deportista georgiano que compite en boxeo. Ganó una medalla de oro en el Campeonato Europeo de Boxeo Aficionado de 2022, en el peso ligero.

## Palmarés internacional
| Campeonato Europeo | Campeonato Europeo | Campeonato Europeo | Campeonato Europeo |
| Año                | Lugar              | Medalla            | Categoría          |
| ------------------ | ------------------ | ------------------ | ------------------ |
| 2022               | Ereván (Armenia)   | Medalla de oro     | 60 kg              |